# ウジェーン・ジョリー
ウジェーン・クロドミル・ジョリー（Eugene Clodomir Joly、1869年1月28日 - 1966年3月6日）は、フランスの神父、パリ外国宣教会に所属していた。来日し、宮崎、福岡、鎌倉、満州などで70年にわたり司祭を務めた。

## 生涯
1869年（明治2年）1月28日フランス北部ノール県のカンブレ郡マニエル村で誕生。1894年（明治27年）1月長崎到着。クーザン司教の命令で鹿児島教会のラゲ神父を手伝い、24年4ケ月宮崎県全体に布教。1901年（明治34年）ジョリー神父が宮崎市の中心街橘通りに宮崎教会を移転。1915年（大正4年）自分の貯金に国内外の寄付金を合わせて教会に今の聖堂を建立。その後福岡教会に移り、1921年（大正10年）から1931年（昭和6年）まで10年間司牧。また、医科専門学校や高等学校で教鞭をとった。東京に移り、1930年（昭和5年）より1937年（昭和12年）まで東京大神学校で教会史を教える。1932年（昭和7年）から1937年（昭和12年）まで鎌倉塔の辻の大町教会の主任。1938年（昭和13年）には満州のカトリック教会代表のガッペ司教に招かれ、教皇庁代表部の参事官として新京（長春）に渡る。戦局悪化に伴い活動縮小し、四平街に住んで一司教として暮らす。1945年（昭和20年）10月混乱状態にある満州において日本人救護に奔走。司祭や修道女らの協力を得て、鉄道沿線の教会に仁慈堂を開設し、孤児、寡婦らを餓死凍死より救う。1946年（昭和21年）2月、ソ連軍撤退前、この事業は打撃を受けたが、八路軍の中心となった四平街で日本女性を守り続け、3月に日本人会に渡した。5月激戦ののちの国府軍進出時には多くの日本人やドイツ人の家族を司祭館内に保護し、帰国させた。1948年（昭和23年）3月、身辺が危うくなり米国総領事の斡旋により航空機で北平を経て上海に渡る。数ケ月後上海から日本に戻り、那須及びベトレヘムの園の従業員の指導に当たる。1965年（昭和40年）12月土井大司教を通じ、パウロ6世教皇より宣教師としての70年間の働きに対し、特別免償と祝福を与える自署入りの書面を授けられた。1966年（昭和41年）3月6日東京中野区江古田の慈生会病院にて老衰による心臓衰弱のため死去。府中カトリック墓地に埋葬。

## 著書
- 宗教階梯 第1編・第2編 三才社、1907年[注釈 2] 日州新聞社、1916年[注釈 3]
- 信仰とは何か ドン・ボスコ社、1959年

## 共訳書
- ポール・ブルジエ著 死之意味 戰時小説 綾部千平、1919年[注釈 4]